# Peller Károly (hangmérnök)
Peller Károly (Nyíregyháza, 1937. augusztus 8.) Balázs Béla-díjas magyar hangmérnök, egyetemi tanár.

## Életpályája
1956–1961 között a Budapesti Műszaki és Gazdaságtudományi Egyetem Villamosmérnöki Karán tanult. 1961–1968 között a Mafilmnál a Hunnia Filmszúdióban műszaki mérnök és fejlesztőmérnök volt. 1968–1986 között hangmérnökként dolgozott. 1986–1988 között a Mafilm zenestúdiójának vezetője, 1988–1990 között főmérnöke, 1990–1991 között általános igazgató-helyettese volt. 1991–1992 között a Mafilm igazgatójaként dolgozott. 1992-ben nyugdíjba vonult.
Kb. 70 játékfilm és 40 hanglemezalbum elkészítésében vett részt.

## Filmjei
| - Rémület a színpadon (1950) - Pán Péter (1953) - Nyár a hegyen (1967) - Fejlövés (1968) - Mi lesz veled Eszterke? (1968) - Bors (1968) - Sziget a szárazföldön (1969) - Gyula vitéz télen-nyáron (1970) - Büntetőexpedíció (1970) - Szép magyar komédia (1970) - Prés (1971) - Sárika, drágám (1971) - Végre, hétfő! (1971) - Jelenidő (1972) - A legszebb férfikor (1972) - Forró vizet a kopaszra! (1972) - Harmadik nekifutás (1973) - Bástyasétány '74 (1974) - Végül (1974) - A locsolókocsi (1974) - Szikrázó lányok (1974) - Ámokfutás (1974) - Ereszd el a szakállamat! (1975) - Ha megjön József (1976) - A néma dosszié (1978) - A kétfenekű dob (1978) - Áramütés (1979) - Rosszemberek (1979) - Sértés (1979) - A mérkőzés (1980) - Utolsó előtti ítélet (1980) - Ki beszél itt szerelemről? (1980) - A svéd, akinek nyoma veszett (1980) - A remény joga (1981) - Tegnapelőtt (1982) - Cha-Cha-Cha (1982) | - Te rongyos élet (1984) - Felhőjáték (1984) - Eszmélés (1984) - Hány az óra, Vekker úr? (1985) - Első kétszáz évem (1986) - Banánhéjkeringő (1987) - Zuhanás közben (1987) - Isten veletek, barátaim (1987) - Malom a pokolban (1987) - Titánia, Titánia, avagy a dublörök éjszakája (1988) - A nagy kékség (1988) - Sztálin menyasszonya (1991) - A távollét hercege (1991) - Megint tanú (1995) - Toy Story (1995) - Hull a pelyhes (1996) - A Notre Dame-i toronyőr (1996) - Szép kis nap! (1996) - Franciska vasárnapjai (1997) - Alien 4. (1997) - Anakonda (1997) - A hó hatalma (1997) - Meglesni és megszeretni (1997) - Nyerő páros (1997) - A Sakál árnyéka (1997) - Titanic (1997) - Letaszítva (1998) - Sziki-szökevény (1998) - Drogosztag (1999) - Hivatali patkányok (1999) - Üzenet a palackban (1999) |